# Annette Bronsvoort
A.H. (Annette) Bronsvoort (Hengelo, 16 november 1959) is een Nederlandse juriste, bestuurder en PvdA-politica. Sinds 3 april 2014 is zij burgemeester van Oost Gelre.

## Carrière
Bronsvoort volgde een studie Nederlands recht aan de Rijksuniversiteit Groningen en was daarna zes jaar lang advocaat te Assen; ook volgde zij in die tijd managementstudies. Het grootste deel van haar carrière was zij werkzaam bij het Openbaar Ministerie. Van juni 1990 tot december 1999 was zij officier van justitie te Groningen, daarna (tot juni 2006) advocaat-generaal bij het Gerechtshof Leeuwarden.
In juni 2006 werd Bronsvoort hoofdofficier van justitie bij het parket Leeuwarden. In deze functie bleef zij tot januari 2012, daarna was zij een jaar lang plaatsvervangend hoofdofficier van justitie bij het arrondissementsparket Noord-Nederland. In deze functie werd zij landelijk bekend door de zaak-Marianne Vaatstra. Van februari 2013 tot februari 2014 was Bronsvoort programmamanager bij het Parket Centrale Verwerking Openbaar Ministerie.
Per 3 april 2014 volgde zij Marianne Kallen-Morren op als burgemeester van de Achterhoekse gemeente Oost Gelre. Daarnaast is zij vicevoorzitter en waarnemend penningmeester van het Prins Bernhard Cultuurfonds in Gelderland.

## Persoonlijk
Annette Bronsvoort is getrouwd en heeft twee kinderen.